# IC 4056
IC 4056 — галактика типу SBbc (компактна витягнута галактика) у сузір'ї Гончі Пси.
Цей об'єкт міститься в оригінальній редакції індексного каталогу.